# Nobuo
Nobuo (jap. のぶお, ノブオ) – męskie imię japońskie.

## Możliwa pisownia
Nobuo można zapisać, używając wielu różnych znaków kanji i może znaczyć m.in.:
- 信夫, „mężczyzna godny zaufania”[1]
- 信雄, „zaufanie, mężczyzna”
- 信男, „zaufanie, mężczyzna”
- 展男, „rozwijać, mężczyzna”
- 伸夫, „rozciągać, mąż”

## Znane osoby
- Nobuo Fujishima (信雄), japoński trener piłkarski
- Nobuo Matsunaga (信夫), japoński piłkarz
- Nobuo Nakagawa (信夫), japoński reżyser
- Nobuo Nakatsu (信雄), japoński skoczek narciarski
- Nobuo Nashiro (信男), japoński bokser
- Nobuo Tanaka (信夫), japoński seiyū
- Nobuo Tobita (展男), japoński seiyū
- Nobuo Uematsu (伸夫), japoński kompozytor
- Nobuo Yoneda (信夫), japoński matematyk

## Fikcyjne postacie
- Nobuo Terashima (伸夫), bohater mangi i anime NANA